# 布利斯符號
布力斯语（英语：Blissymbols，简作Bliss），为Charles K. Bliss (1897–1985)创造，旨在促进世界性的交流。
在1971年，布力斯语成为第一种被应用于残障儿童的人工语言。
布力斯语是一种人工语言，没有固定的发音系统，属于单纯的表意符号。

## 语言历史
创造布力斯语的Charles K. Bliss是一个化学工程师、符号学者，1897年生于奥匈帝国。早年Charles K. Bliss的对电路符号、化学符号有兴趣，加上在二战时期在上海接触的汉字，使其萌生了设计布力斯语的灵感。
在1949年，Charles K. Bliss出版了布力斯语的第一版。1965年，他出版了第二版。

## 简单介绍
布力斯语中的“我想要去电影院”分为4个字符，分别解释如下：
1. 我。左边的符号表示“人”，右边的1表示第一人称。如果在顶上加一个十字符号，则变成复数形式，即“我们”。如果写2的话，就是第二人称，即“你”。再在顶上加一个十字符号，则变成复数形式，即“你们”。
2. 想要。爱心表示“感觉”，曲线表示“热情”，顶上的折线表示将一个词动词化。
3. 去。地下的折线表示“腿”，再加上动词化的符号。
4. 电影院。左边是表示“房子”的分类符号，右边是“电影”的修饰符号和代表移动的箭头。